# استوديوهات إسناي

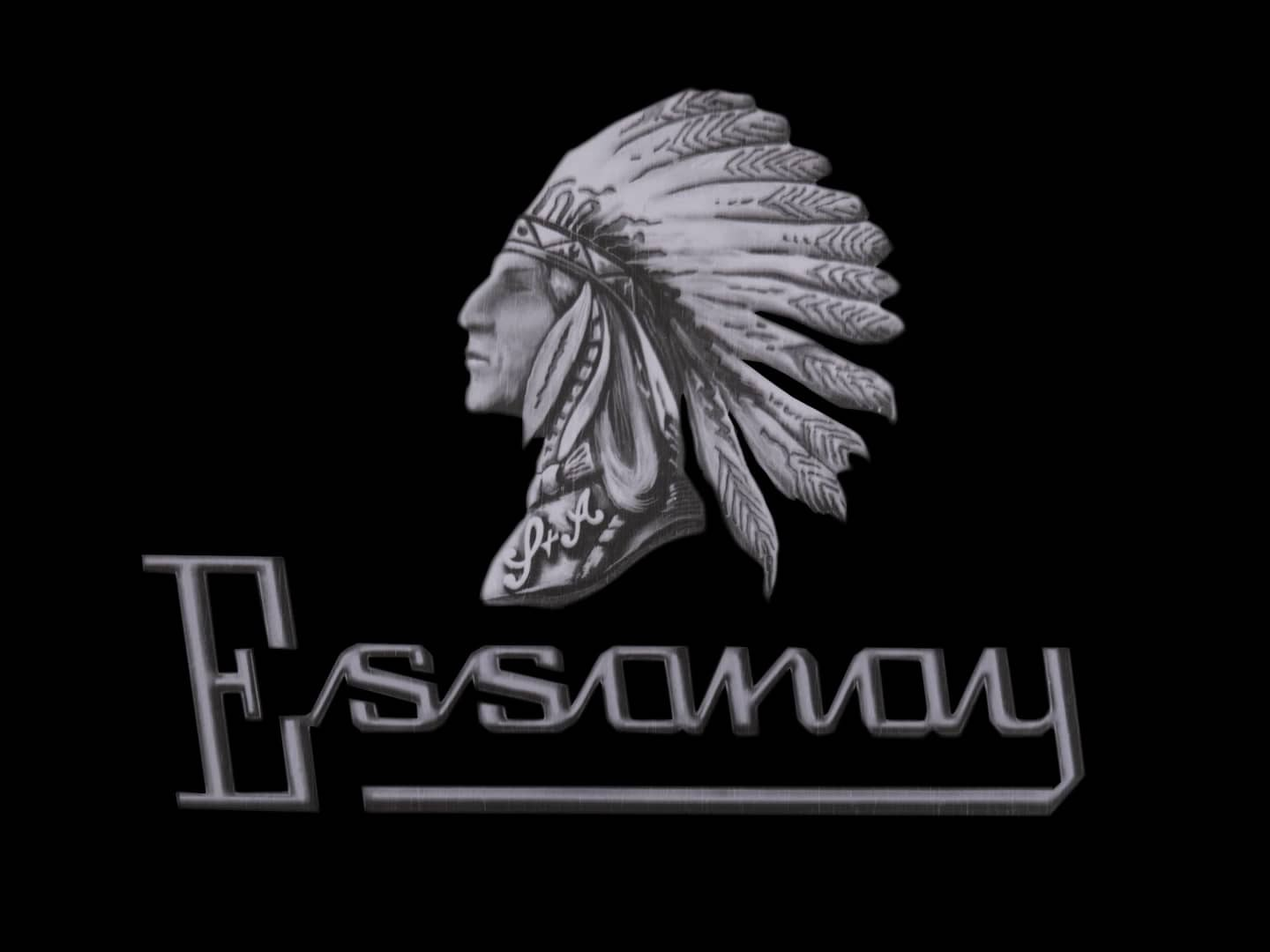
شعار شركة إساناي لصناعة الأفلام في إطار ثابت لفيلم تشارلي تشابلن

شركة إساناي لصناعة الأفلام (بالإنجليزية: Essanay Film Manufacturing Company)‏، شركة أمريكية للصور المتحركة. تأسست في عام 1907 و مقرها في شيكاغو، و في ما بعد أصبح لديها الكثير من الأفلام الإضافية في نايل كانيون، كاليفورنيا. وأشهر ما يعرف عنها اليوم هي سلسلة من تشارلي تشابلن الكوميدية في عام 1915. في عشرينات القرن 20، وبعد اندماجها مع استوديوهات أخرى، استحوذت عليها الشركة العملاقة وارنر برذرز.

## وصلات خارجية
- استوديوهات إسناي على موقع IMDb (الإنجليزية)